# 沃伊切赫·扬科夫斯基
沃伊切赫·扬科夫斯基（波蘭語：Wojciech Jankowski，1963年4月1日—），波兰男子赛艇运动员。他曾代表波兰参加1988年、1992年和1996年夏季奥林匹克运动会赛艇比赛，其中1992年奥运会获得一枚铜牌。